# Хајде да сањамо (кратки документарни филм)
„Хајде да сањамо” је кратки документарни филм из 1969. године. Режирао га је Борислав Гвојић а сценарио је написао Мирослав Антић